# سپاه صلح
سپاه صلح (به انگلیسی: peace corps)، سازمانی دولتی متشکل از جوانان داوطلب امریکایی است که جان. اف. کندی، رئیس‌جمهور وقت آمریکا، در مارس ۱۹۶۱ برای کمک به کشورهای جهان سوم تأسیس کرد.
رسالت سپاه صلح در سه هدف عمده خلاصه شده که در اساسنامه این نهاد آمده‌است:
- یاری کردن مردم کشورهای علاقه‌مند در جهت تأمین زنان و مردان کارشناس و متخصص
- ایجاد تفاهم بیشتر در میان مردم کشورهای نیازمند کمک با مردم آمریکا
- افزایش آگاهی آمریکاییان در باره مردم کشورهای دریافت‌کننده کمک‌های سپاه صلح

در آن دوران، بسیاری از اعضای کنگره آمریکا، به علت هزینه‌های بالا، و احتمال عدم کارایی، نسبت به راه‌اندازی چنین برنامه‌هایی زیاد خوش‌بین نبودند اما همزمان، این نمایندگان به هیچ وجه نمی‌توانستند هشدارهای کندی در مورد بروز اختلافات جدی در کشورهای توسعه‌نیافته را نادیده بگیرند.
جان اف. کندی پس از بنیادگذاری سپاه صلح، شوهر خواهر خود، سارجنت شرایور، را به عنوان نخستین مدیر آن برگزید.

## روند کار
در دهه‌های ۶۰ و ۷۰ میلادی، شمار زیادی از جوانان آمریکایی داوطلب خدمت در سپاه صلح شدند، و برای یاری رساندن به روند توسعه، راهی کشورهایی در آمریکای جنوبی، آسیا، آفریقا، و خاورمیانه شدند.
مأموریت داوطلبان سپاه صلح طی دههٔ ۱۹۶۰ تماماً در کشورهای تازه استقلال یافته و کم‌درآمد که از استعمار رها شده بودند، انجام می‌شد.
در دههٔ ۱۹۷۰، وظایف این سازمان بیشتر هدفمند شد و داوطلبانی که از تجربهٔ کاری بیشتری برخوردار بودند برای خدمت انتخاب می‌شدند. در این دوره میانگین سن داوطلبان بالاتر رفت- از ۲۲ سال به ۲۸ سال رسید- و میزان داوطلبان بالای ۵۰ سال هم افزایش پیدا کرد. در سال ۱۹۷۴، از سازمان سپاه صلح در ۶۹ کشور جهان دعوت به همکاری شده بود که بالاترین میزان درخواست همکاری از این سازمان به‌طور مطلق است.
در سال ۱۹۷۹، سپاه صلح که پیش از این یکی از ادارات تابعهٔ وزارت امور خارجه ایالات متحده بود، از قوهٔ مجریهٔ دولت آمریکا استقلال کامل یافت. طی دولت رونالد ریگان در دههٔ ۱۹۸۰، ابعاد برنامه‌ها و تعداد داوطلبان کاهش یافت، اما طرح‌های تازه‌ای به ویژه طرح‌هایی برای ارتقای امنیت غذایی در منطقهٔ کارائیب، آمریکای مرکزی و آفریقا آغاز شد.
تحول این سازمان با گذشت زمان ادامه یافت. در سال ۱۹۹۱، پس از فروپاشی اتحاد شوروی، برای نخستین بار مأموریت‌هایی در کشورهای لیتوانی و استونی واقع در اروپای شرقی، به داوطلبان داده شد، همچنین در سایر کشورهایی که تازه استقلال یافته بودند، از داوطلبان خواسته شد در زمینهٔ ایجاد و توسعهٔ کسب و کارهای کوچک کمک کنند. این برنامه‌های انتقالی برای کمک به کشورها جهت انتقال از سوسیالیسم به اقتصاد مبتنی بر بازار بود؛ پس از گذشت ۱۰ سال، برنامهٔ کشورهای بالتیک به پایان رسید و کار آن تکمیل شد.
در سال ۱۹۹۳، اولین گروه داوطلبان سپاه صلح به چین وارد شدند، که مأموریت آن‌ها در وهلهٔ اول، آموزش زبان انگلیسی بود و این خدمات هم‌چنان در آن کشور ادامه دارد.